# Улица Крамского (Москва)
У́лица Крамско́го — улица в Северном административном округе города Москвы на территории посёлка Сокол, расположенного в одноимённом районе. Одна из самых коротких улиц Москвы (после улицы Венецианова).

## Положение улицы
Расположена между улицей Шишкина и улицей Серова. На улице есть всего один дом — № 3.

## История
Улица появилась в 1920-х годах при строительстве посёлка «Сокол». Изначально улица соединяла улицу Шишкина и улицу Верещагина. У восточной части улицы имелся небольшой сквер:16. В конце 1930-х годов на месте сквера был построен роддом и часть улицы Крамского оказалась на его территории.

## Происхождение названия
Своё название улица получила 4 апреля 1928 года в честь русского художника Ивана Николаевича Крамского (1837—1887).

## Транспорт
- Станция метро «Сокол».